# Nozawa Kenichi
Kenichi Nozawa (sinh ngày 27 tháng 1 năm 1984) là một cầu thủ bóng đá người Nhật Bản.

## Sự nghiệp câu lạc bộ
Kenichi Nozawa đã từng chơi cho Sagawa Printing và AC Nagano Parceiro.